# Giovanni Migliorati (Kardinal)
Giovanni Migliorati, auch Giovanni Nicolò Migliorati (* in Sulmona; † 16. Oktober 1410 in Bologna) war ein Kardinal der katholischen Kirche.

## Leben
Der Neffe von Papst Innozenz VII. war im Besitz eines Doktors in Staatsrecht und in Kirchenrecht. Als er am 15. September 1404 zum Erzbischof von Ravenna ernannt wurde, besaß er noch nicht das kanonische Alter. Am 12. Juni 1405 wurde Migliorati zum Kardinalpriester der Titelkirche Santa Croce in Gerusalemme erhoben. Seit dem 16. September 1406 war er auch in der päpstlichen Kurie tätig.
Er nahm an den Wahlen der Gegenpäpste Alexander V. (1409) und Johannes XXIII. (1410) teil.